# Nâzım Bey
Mehmed Nâzım Bey, auch bekannt als Doktor Nazim (* 1870 in Thessaloniki; † 26. August 1926 in Ankara), war ein osmanischer Arzt und Politiker. Er gehörte zu den Führungsfiguren des Komitees für Einheit und Fortschritt. Kurzfristig war Nâzım Bildungsminister der Jungtürken und zwischen 1916 und 1918 der achte Vorsitzende des Fenerbahçe-Sportklubs. Er spielte eine maßgebliche Rolle beim Völkermord an den Armeniern und den Griechenverfolgungen im Osmanischen Reich 1914–1923.

## Frühe Jahre und Balkankriege
Nâzım entstammte einer wohlhabenden Familie jüdischer Dönme-Herkunft. Er beendete die Mittelschule in Thessaloniki im Jahr 1887. Anschließend besuchte er das militärmedizinische Fachgymnasium und studierte danach Medizin in Istanbul. Noch während des Studiums trat Nâzım der Vorgängerorganisation des Komitees für Einheit und Fortschritt bei, der İttihâd-ı Osmanî Cemiyeti. Im Auftrag der Cemiyet wurde er 1893 nach Paris entsandt und vollendete sein Medizinstudium dort im Jahr 1895 und arbeitete dort nach dem Studium im Krankenhaus. Noch während des Studiums hatte Nâzım Ahmed Rızâ kennengelernt und mit ihm die Zeitung Meşveret herausgebracht. Aufgrund seiner politischen aktivitäten wurde Mehmed Nâzım zum Landesverräter erklärt und zum Tode verurteilt. Nâzım reiste 1907 heimlich in das Osmanische Reich nach Thessaloniki und anschließend nach Izmir, um dort den Aufstand gegen Sultan Abdülhamid II. zu organisieren.
Von 1908 an war er Mitglied des Zentralkomitees der Unionisten. Mehmed Nâzım gehörte zum panislamischen und turkistischen Flügel der Organisation. In Izmir lernte er Beria Hanım kennen und heiratete sie im Jahr 1909. Während der Balkankriege wurde Nâzım Direktor des Hilaliahmer-Krankenhauses in Thessaloniki. Als die Griechen im Oktober 1912 Thessaloniki eroberten, wurde er als türkischer Nationalist gefangen genommen und ohne Prozess für elf Monate in Athen inhaftiert. Die Wachen quälten ihn und berichteten ihm, dass seine Familie ausgelöscht und „Konstantinopel“ erobert worden sei. Es sei nur noch eine Frage der Zeit, bis ganz Anatolien falle. Auf Betreiben des „Komitees für Einheit und Fortschritt“ wurde er freigelassen und nach Izmir verschifft. Getrennt von seiner Heimatstadt, seiner Familie und seiner kleinen Tochter wandelte er sich von einem patriotischen Arzt zu einem rachsüchtigen und fanatischen Nationalisten. Von nun an schrieb er in Zeitungen über bulgarische Gräuel gegen Muslime und rief zur Rache gegen die verbliebenen osmanischen Christen auf.

## Rolle im Völkermord an den Armeniern
Nach den schweren Übergriffen auf Armenier im Jahr 1909 in Adana soll Nâzım geäußert haben, dass das Osmanische Reich ausschließlich türkisch sein müsse. Die fremden Minderheiten seien Anlass für Interventionen der Europäer. Daher müsse man die Turkisierung mit Waffengewalt durchsetzen.
Er war Mitglied der „Spezialorganisation“ Teşkilât-ı Mahsusa. Gemäß einer Darstellung des kurdischen Politikers Mevlânzade Rıfat aus dem Jahr 1929 soll sich Nâzım bei einer Sitzung des Zentralkomitees der Jungtürken im Februar 1915 dafür ausgesprochen haben, das armenische Volk vollständig auszurotten. Diese Aussage wird verschiedentlich als Beweis für die genozidalen Absichten der Jungtürken bewertet. Da Rıfat aber, anders als er behauptet, kein Mitglied im Zentralkomitee der Jungtürken war, sondern im Gegenteil wegen eines gegen diese gerichteten Putschversuchs 1909 aus Konstantinopel verbannt, wird sein Bericht heute für unglaubwürdig gehalten.

## Nach dem Krieg
Nach dem Krieg floh er mit einem deutschen Kriegsschiff nach Sewastopol. Von dort aus ging er nach Berlin. Aufgrund seiner Rolle im Völkermord wurde Nâzım von den türkischen Militärgerichten 1919 in Abwesenheit zum Tode verurteilt. Nâzım reiste nach Moskau und Buchara und wieder nach Berlin. Nach der Ermordung Bahattin Şakirs fürchtete er um sein Leben und forderte Personenschutz von den deutschen Behörden. Nach der Eroberung Izmirs kehrte er 1922 in die Türkei zurück.
Wegen seiner angeblichen Beteiligung an einem Attentat gegen den türkischen Staatsgründer Mustafa Kemal Atatürk in Izmir wurde er 1926 von dem Unabhängigkeitsgericht in Ankara zum Tode verurteilt und hingerichtet.